# Olaf Olsen (Politiker)
Olaf Olsen (* 17. April 1935 in Søldarfjørður, Färöer) ist ein ehemaliger färöischer Geschäftsmann und Politiker des Fólkaflokkurin. Er war Parlamentsabgeordneter im Løgting sowie Minister in zwei färöischen Landesregierungen.

## Beruf und Politik
Olaf Olsen schloss 1959 eine Ausbildung zum Steuermann ab, 1965 wurde er Schiffsführer und 1967 verließ er mit einem Ingenieursabschluss die DTU. Von 1971 bis 1981 sowie von 1983 bis 1989 war er Direktor beim Fischfanggerätehersteller p/f Vónin in Fuglafjørður. Von 1977 bis 1981 sowie von 1983 bis 1989 und von 1994 bis 2004 war er ebenfalls Direktor bei p/f Beta in Saltangará. Des Weiteren war Olsen von 1979 bis 1989 und von 1991 bis 1993 Mitglied im Verwaltungsrat von Føroya Banki und ebenfalls aktiv in verschiedenen Fischereivereinigungen.

### Politik
Im Jahr 1980 wurde er erstmals als Abgeordneter für den Fólkaflokkurin ins färöische Parlament (Løgting) gewählt und konnte den Sitz bis 1994 halten. 
Olaf Olsen saß darüber hinaus als Minister in zwei färöischen Landesregierungen. So von 1981 bis 1983 als stellvertretender Ministerpräsident sowie Minister für Fischerei und Handel in der Landesregierung Pauli Ellefsen und von 1989 bis 1991 als Minister für Industrie, Gesundheit und Handel in der Landesregierung Jógvan Sundstein II vertreten.

## Familie
Die Eltern von Olaf Olsen sind Jacob L. Olsen und Agnas (geb. Rasmussen) aus Søldarfjørður. Er ist verheiratet mit Hanna (geb. Sundstein) aus Tórshavn. Olaf Olsen ist ein Schwiegersohn des früheren färöischen Ministerpräsidenten Jógvan Sundstein.